# Oreopanax platyphyllus
Oreopanax platyphyllus är en araliaväxtart som beskrevs av Élie Marchal. Oreopanax platyphyllus ingår i släktet Oreopanax och familjen Araliaceae. Inga underarter finns listade.